# Gundaker Thomas Starhemberg
 hrabia Gundaker Thomas von Starhemberg (ur. 14 grudnia 1663 w Wiedniu, zm. 6 czerwca 1745 w Pradze) – austriacki minister odpowiedzialny za kwestie finansowe. W okresie 1698–1700 był wiceprezydentem (Vizepräsident) Kamery Nadwornej (Hofkammer) (organu finansowego cesarstwa), w latach 1703–1715 jej prezydentem. Od 1706 do 1745 był szefem bankowej deputacji ministerialnej (Präsident der Ministerialbancodeputation), a od 1712 członkiem Rady Stanu – tzw. „Domowej Konferencji” (Geheimen Konferenz), od 1716 zaś szefem Finanzkonferenz.

## Życie
Gundacker Thomas hrabia Starhemberg był bratem słynnego obrońcy Wiednia z 1683 roku, Ernsta Rüdigera von Starhemberg. Rodzicami byli hrabia Conrad Balthasar von Starhemberg i jego druga małżonka Franziska Katharina hrabina Cavriani. W roku 1677 został kanonikiem w czeskim Ołomuńcu, a w roku 1679 wstąpił, zgodnie z życzeniem jego ojca, do duchownego Collegium Germanicum w Rzymie. Okazało się jednak, że nie czuje powołania. Został więc politykiem.
Był odpowiedzialny za powstały w roku 1705 pierwszy bank państwowy Austrii Wiener Stadtbank.

## Posiadłości
- Palais Starhemberg przy Dorotheergasse
- Zamek w Grazu
- Zameczek Pottendorf